# Municipalità metropolitana di Nelson Mandela Bay
La municipalità metropolitana di Nelson Mandela Bay (in inglese Nelson Mandela Bay Metropolitan Municipality) è una municipalità metropolitana della provincia del Capo Orientale e il suo codice di distretto è NMA.
La sede amministrativa e legislativa è la città di Port Elizabeth e il suo territorio si estende su una superficie di 1.958 km² ed è suddiviso in 60 circoscrizioni elettorali (wards). In base al censimento del 2001 la sua popolazione è di 1.005.978 abitanti.

## Geografia fisica

### Confini
Il municipio metropolitano di Nelson Mandela confina a nord, est e ovest con la municipalità distrettuale di Sarah Baartman e a sud con l'Oceano indiano.

### Città e comuni
- Beachview
- Bethelsdorp
- Blue Horizon Bay
- Bluewater Bay
- Cannonvale
- Coega
- Colchester
- Despatch
- Ibhayi
- Khayamnandi
- Kwadwesi
- Kwa Langa
- Kwanobuhle
- Motherwell
- Nelson Mandela
- Port Elizabeth
- Seaview
- Skoenmakerskop
- St. George's Strand
- Summerstrand
- Swartkops
- Uitenhage
- Witteklip
- Woodridge
- Young Park

### Fiumi
- Coega
- Sondags
- Swartkops
- Kwazunga

### Dighe
- Groendal Dam